# Alberto Mastromarino
Alberto Mastromarino (Castelnuovo della Misericordia, 5 maggio 1964 – Cecina, 4 maggio 2025) è stato un baritono italiano.

## Biografia
Dopo essersi formato con Paolo Silveri, vinse il Concorso Mattia Battistini di Rieti nel 1987 e nel 1988. Fu proprio nel 1987 che fece il suo debutto sulle scene come Amonasro nell'Aida al Teatro Eliseo. Nei vent'anni seguenti si affermò come baritono verdiano, cantando ruoli quali Giorgio Germont ne La traviata (Palm Beach Opera, 1996; Teatro dell'Opera di Roma, 1998), l'eponimo protagonista nel Nabucco (Opera Nazionale Greca, 2004) e nel Rigoletto (Teatro Regio di Torino, 2000), Paolo Albiani e l'eponimo protagonista nel Simon Boccanegra (Maggio Musicale Fiorentino, 1996; Teatro del Giglio, 1999), Don Carlo nell'Ernani (Teatro Dante Alighieri, 2000), Iago in Otello (Opera israeliana, 2001), Renato in Un ballo in maschera (Deutsche Oper Berlin, 1997; Teatro dell'Opera di Roma, 2001), Ezio in Attila (Gran Teatro La Fenice, 2004), Miller in Luisa Miller (Palm Beach Opera, 2001) e i protagonisti in Macbeth (Pisa, 1995) e Falstaff (Parma, 2006; Opera di Roma e Teatro Colón, 2010; Arena di Verona, 2011). Tuttavia il ruolo verdiano di riferimento rimarrà sempre Amonasro, una parte che avrebbe sostenuto in molteplici occasioni, anche alla Piana di Giza (1998), alla Fenice (1998), al Macerata opera festival (2000), all'Arena di Verona (2001, 2016), alla Sala da concerto di Atene (2001), alla Deutsche Opera Berlin (2004), al Gran Teatre del Liceu (2008), alle Terme di Caracalla (2010), al Metropolitan Opera House (2012) e al Teatro alla Scala (2013).
Nel 1996 fece il suo debutto come Scarpia nella Tosca al Teatro La Gran Guardia: la parte del malvagio barone sarebbe diventato un altro dei suoi cavalli di battaglia e lo interpretò in innumerevoli occasioni, tra cui allo Stadio Olimpico (2000), al Teatro Bol'šoj (2002), alla Wiener Staatsoper (una dozzina di volte tra il 2001 e il 2007), al Festival Puccini (2004, 2012), all'Arena di Verona (2009, 2012), al Teatro dell'Opera di Roma (2010), al Teatro greco di Siracusa (2019), al Teatro Massimo Vincenzo Bellini (2022) e al Chianni Opera Festival (2023). Nel repertorio verista, si distinse nei ruoli di Alfio in Cavalleria rusticana (cantato alla Wiener Staatsoper una ventina di volte tra il 1995 e il 2010, ma anche in occasione del suo debutto scaligero nel 2011 e in quello al Metropolitan nel 2009, nonché Palm Beach nel 1999, alla Deutsche Opera nel 2005, al Teatro di San Carlo nel 2014, al Teatro antico di Taormina nel 2020) e in quello di Tonio in Pagliacci, cantato spesso in repertorio con Cavalleria rusticana, ma anche al suo debutto alla Royal Opera House nel 2003, in quello alla Los Angeles Opera nel 2005 e al Teatro Regio di Torino per la regia di Franco Zeffirelli.
Morì all'ospedale di Cecina nel 2025 all'età di 61 anni.

## Repertorio
| Ruolo                          | Titolo               | Autore       |
| ------------------------------ | -------------------- | ------------ |
| Michonnet                      | Adriana Lecouvreur   | Cilea        |
| Enrico Ashton                  | Lucia di Lammermoor  | Donizetti    |
| Carlo Gérard                   | Andrea Chénier       | Giordano     |
| Tonio                          | Pagliacci            | Leoncavallo  |
| Alfio                          | Cavalleria rusticana | Mascagni     |
| Rinaldo                        | Amica                | Mascagni     |
| Douglas                        | Guglielmo Ratcliff   | Mascagni     |
| Carpentiere                    | Il piccolo Marat     | Mascagni     |
| Tartaglia                      | Le maschere          | Mascagni     |
| Barnaba                        | La Gioconda          | Ponchielli   |
| Scarpia                        | Tosca                | Puccini      |
| Sharpless                      | Madama Butterfly     | Puccini      |
| Gianni Schicchi                | Gianni Schicchi      | Puccini      |
| Michele                        | Il tabarro           | Puccini      |
| Geronte di Ravoir              | Manon Lescaut        | Puccini      |
| Guglielmo Wulf                 | Le villi             | Puccini      |
| David                          | Mosè in Egitto       | Rossini      |
| Nicola                         | Nozze istriane       | Smareglia    |
| Amalia                         | I masnadieri         | Verdi        |
| Amonasro                       | Aida                 | Verdi        |
| Rigoletto                      | Rigoletto            | Verdi        |
| Giorgio Germont                | La traviata          | Verdi        |
| Renato                         | Un ballo in maschera | Verdi        |
| Simon Boccanegra Paolo Albiani | Simon Boccanegra     | Verdi        |
| Nabucco                        | Nabucco              | Verdi        |
| Don Carlo                      | Ernani               | Verdi        |
| Ezio                           | Attila               | Verdi        |
| Iago                           | Otello               | Verdi        |
| Miller                         | Luisa Miller         | Verdi        |
| Conte di Westmoreland          | Sly                  | Wolf-Ferrari |
| Giovanni lo Sciancato          | Francesca da Rimini  | Zandonai     |

## Discografia parziale
- Nozze istriane - Svetlana Vassileva (Marussa), Ian Storey (Lorenzo), Alberto Mastromarino (Nicola), Giorgio Surjan (Biagio), Enzo Capuano (Menico), Katja Lytting (Luze) - Direttore: Tiziano Severini - Orchestra e Coro del Teatro Verdi di Trieste - Registrazione dal vivo - Bongiovanni BGV 2265 (1999)

## Videografia parziale
- Zandonai, Francesca da Rimini, Sferisterio Opera Festival 2004, con Daniela Dessì, Fabio Armiliato (Arthaus Musik/Naxos/Rai Trade 101 363)
- Ponchielli, La Gioconda, Arena di Verona, Andrea Gruber, Marco Berti, Alberto Mastromarino, Carlo Colombara, Elisabetta Fiorillo • Donato Renzetti • Pier Luigi Pizzi - CD DVD DYNAMIC 2005
- Puccini, Il Trittico - Amarilli Nizza, Alberto Mastromarino, Annamaria Chiuri, Rubens Pelizzari, Alessandro Cosentino, Cristina Pezzoli, Julian Reynolds (direttore) - CD DVD e Blu-ray Disc - Rai Trade